# Bartier Cardi
«Bartier Cardi» es una canción de la rapera estadounidense Cardi B, que cuenta con la colaboración del rapero 21 Savage y fue incluida en su álbum debut Invasion of Privacy (2018). Fue escrita por ambos artistas junto a 30 Roc y Cheeze Beatz, y producida por estos dos últimos. El sello Atlantic Records la lanzó el 22 de diciembre de 2017 como el segundo sencillo oficial del álbum debut de Cardi.

## Antecedente y composición
Después del éxito de «Bodak Yellow», Cardi B anunció el lanzamiento de su siguiente sencillo para el 20 de diciembre de 2017 a través de Instagram. En una serie de publicaciones, reveló su portada y su título, «Bartier Cardi», que resultaría en una colaboración con el rapero estadounidense 21 Savage. La canción fue escrita por ambos artistas en compañía de 30 Roc y Cheeze Beatz, quienes también se encargaron de producirla. Su instrumentación incluye un ritmo trap minimalista que se complementa con coros sintetizados. En sus distintos versos, Cardi rapea sobre su atracción por los diamantes, los carros deportivos y el sexo. Asimismo, 21 Savage rapea sobre los mismos tópicos solo que desde una perspectiva masculina.

## Recepción

### Comentarios de la crítica
En general, «Bartier Cardi» fue bien recibida por la crítica. El escritor Jon Caramanica de The New York Times aseguró que Cardi y 21 Savage se complementan perfectamente dentro de la canción con versos «rápidos», «nasales» y «siniestros», añadiendo que la canción reafirma el potencial de Cardi dentro de la industria. Asimismo, Sheldon Pearce de Pitchfork dijo que la fluidez de las rimas y la dicción de Cardi hacen que los insultos de la canción sean incluso más impactantes, haciendo que sea más «audaz» que su anterior sencillo, «Bodak Yellow». Además, comentó que su gran presencia opaca totalmente el verso de 21 Savage, el cual describió como «inexpresivo».

### Recibimiento comercial
En los Estados Unidos, «Bartier Cardi» debutó en la posición número 14 del Billboard Hot 100 durante la semana del 6 de enero de 2018, dando a Cardi su cuarto top 15 consecutivo y simultáneo, contando con «No Limit» en la posición 4, «MotorSport» en la 7 y «Bodak Yellow» en la 10. Su debut fue impulsado por 45 mil copias digitales vendidas en su primera semana, con las cuales también debutó en la posición 10 del Digital Songs. Asimismo, la canción acumuló 21.1 millones de streams, lo que le permitió debutar en el puesto 11 del Streaming Songs. Al ser la séptima canción más exitosa de género hip hop en el Billboard Hot 100, «Bartier Cardi» debutó también en las posiciones 7 tanto del Hot Rap Songs como del Hot R&B/Hip-Hop Songs.

## Posicionamiento en listas

### Semanales
| Canadá         | Canadian Hot 100        | 18 |
| Estados Unidos | Billboard Hot 100       | 14 |
| Estados Unidos | Digital Songs           | 10 |
| Estados Unidos | Radio Songs             | 39 |
| Estados Unidos | Streaming Songs         | 8  |
| Estados Unidos | Hot Rap Songs           | 6  |
| Estados Unidos | Hot R&B/Hip-Hop Songs   | 7  |
| Estados Unidos | Rhythmic                | 18 |
| Nueva Zelanda  | NZ Top 40 Singles Chart | 41 |
| Reino Unido    | UK Singles Chart        | 40 |
| Suecia         | Swedish Singles Chart   | 58 |
| Suiza          | Swiss Singles Chart     | 79 |

### Certificaciones
| País           | Organismo certificador | Certificación | Ventas certificadas | Ref.   |
| -------------- | ---------------------- | ------------- | ------------------- | ------ |
| Canadá         | CRIA                   | 2× Platino    | 160 000             | [ 13 ] |
| Estados Unidos | RIAA                   | 3× Platino    | 3 000               | [ 14 ] |
| Reino Unido    | BPI                    | Plata         | 200 000             | [ 15 ] |

## Premios y nominaciones
| Año  | Premiación                        | Categoría               | Resultado | Ref.   |
| ---- | --------------------------------- | ----------------------- | --------- | ------ |
| 2018 | BET Awards                        | Mejor Colaboración      | Nominado  | [ 16 ] |
| 2018 | MTV Video Music Awards            | Mejor Vídeo Hip Hop     | Nominado  | [ 17 ] |
| 2019 | ASCAP Rhythmn & Soul Music Awards | Reconocimiento especial | Ganador   | [ 18 ] |